# Apache Zeppelin
Apache Zeppelin — многопользовательское интерактивное браузерное программное средство (интерактивный блокнот) для анализа и визуализации данных, а также совместной работы над данными с использованием средств Apache Spark; позиционируется как аналог Jupyter для экосистемы Hadoop. Интерактивные браузерные блокноты позволяют инженерам данных, аналитикам и ученым в области данных более продуктивно выполнять работу, благодаря совместному использованию кода данных, его разработке, организации и выполнению, а также благодаря визуализации результатов без необходимости обращения к командной строке или к компонентам кластера.
Разрабатывается под эгидой фонда Apache с 2015 года, входит в ряд дистрибутивов Hadoop, предоставляется в облаке Amazon Web Services в составе модуля Elastic MapReduce.